# ミスヤングチャンピオン
ミスヤングチャンピオン（Miss Young Champion）は、2010年よりスタートした、ヤングチャンピオン発のグラビアアイドルオーディション。

## 概要
秋田書店が主催しており、『ヤングチャンピオン』、『ヤングチャンピオン烈』、『別冊ヤングチャンピオン』が合同で運営している。3誌のマスコットキャラクターと、次世代の新しいアイドルの発掘を試みている。2011年度は2000通を超える応募があった。
グランプリ受賞者には、『ヤングチャンピオン』でのグラビア掲載、デジタル写真集発売、イベント出演、「ヤンチャン学園」入団資格などの特典が授与される。

## 選考方法
決勝に進出する上位20人は、配信の投票などで獲得したポイントを集計して決定する。また、面接やカメラテストといった選考も行われる。挑戦者の職業は様々であり、アイドル、俳優、書道家、英語教師などが含まれる。

## 歴代受賞者

### 第1回（2010年）
- グランプリ：牧野結莉亜
- ミスヤングチャンピオン烈グランプリ：大杉亜依里
- 準グランプリ：篠原冴美
- ファイナリスト8名からグランプリ他各賞を選出。

### 第2回（2011年）
- グランプリ：菅原梨央、堀川美加子、松嶋ののか[7]
- ノミネート40名→セミファイナリスト30名の中からファイナリスト10名に絞られたが、グランプリが3名という前年とは異なる結果となった。しかしのちに同誌企画「センター争奪戦」で堀川美加子がセンターに決定した。

### 第3回（2012年）
- グランプリ：池上紗理依、相原美咲、由井香織[8]
- ノミネート34名→セミファイナリスト24名→ファイナリスト16名が決定したが、前年同様グランプリ3名となった。
- 映画『ミスヤンチャン学園・飯田橋女子高校〜とどけ!乙女の想い〜KISS部』が2012年11月23日に制作発表された[9]。ヤングチャンピオンを発行する秋田書店が製作、配給にかかわっており、2012年時点でのミスヤングチャンピオン受賞者、ファイナリストが16名出演している。

### 第4回（2013年）
- グランプリ：小田島渚、橋本楓（アイドリング!!!）、百瀬美鈴（Fine Color）
- ノミネート32名→セミファイナリスト24名からファイナリスト16名が決定し、グランプリ3名となった。ファイナリスト16名でアイドルユニット『ヤンチャン学園』が結成された（後述）。

### 第5回（2014年）
- グランプリ：和泉美沙希、葉月（SIR）、三輪晴香
- ノミネート32名→セミファイナリスト24名からファイナリスト13名が決定し、グランプリ3名となった。ファイナリスト13名は『ヤンチャン学園』の新入生となった。

### 第6回（2015年）
- グランプリ：潮田ひかる
- 優秀賞：辻村ゆりな
- ファン賞：国友愛佳
- ホープ賞：奈良岡美夢
- グランプリ1名は初年度以来。ファイナリストはヤンチャン学園音楽部にも合流した。

### 第7回（2016年）
- グランプリ：小澤らいむ、佐倉仁菜、桜井えりな、竹本茉莉、中﨑絵梨奈、星野白花[10]
- ミスヤングチャンピオンとヤンチャン学園音楽部を別々にオーディション。過去最多6名のグランプリ受賞となった。星野のみが音楽活動を希望したため音楽部に加入した。

### 第8回（2017年）
- グランプリ：石川麻衣、佐藤まりな（少女隊）、竹内花[11]
- 予選48名→ファイナリスト20名[12]→グランプリ3名

### 第9回（2018年）
- グランプリ：太田和さくら、佐藤望美、陽菜菜々羽[13]
- 特別賞：浅見奈那、桜りん
- ファイナリスト20名→グランプリ3名

### 第10回（2019年）
- グランプリ：青科まき、肥川彩愛[14]
- 準グランプリ：小島瑠奈、夏井さら
- 特別賞：立花咲羽、西野陽菜
- ファイナリスト16名→グランプリ2名

### 第11回（2020年）
- グランプリ：ヲヲタリンリン、瀬戸ローズ、戸奈あゆみ、香月わかな、柳川みあ[15]
- イーネット・フロンティア賞：瀬戸ローズ
- 優秀賞：白藤有華、竹花有紗、細元優希乃、山腰美月
- ファイナリスト9名→グランプリ5名

2020年度は、ミスヤングチャンピオン・オーディションで初めて敗者復活戦が実施された。

### 第12回（2021年）
- グランプリ：池田ゆうな、島袋香菜、伊集院あさひ[17]
- 準グランプリ：泉舞子、細川まりな
- ファイナリスト22名→グランプリ3名[18]

2021年度はミスヤングチャンピオンのほか、UUUM、R・I・Pと組んだオーディション「ヤンチャンベスト」を開催。グランプリに愛萌なの、インフルエンサー賞・米倉ななか、ジェニック賞に伊集院あさひが選出された。グランプリ、ジェニック賞にはミスヤングチャンピオンファイナルシード権も付与されており、伊集院はグランプリ獲得に至っている。

### 第13回（2022年）
- グランプリ：瀬戸万莉愛、市原薫、波妃美咲[20]
- 準グランプリ：篠見星奈、理依奈、猫宮あすか
- ファイナリスト20名→グランプリ3名[21]

### 第14回（2023年）
- グランプリ：板野優花、中野愛音、藤本南[22][23]
- 準グランプリ：紬朱音、白城胡桃
- ファイナリスト20名→グランプリ3名[24]

### 第15回（2024年）
- グランプリ：暫、濱口ハンナ、椎名糸[25]
- 準グランプリ：依南希美、陽葵はるね
- ファイナリスト20名→グランプリ3名[26]

### 第16回（2025年）
- グランプリ：天音ちか、葵りんご、心愛[27]
- 準グランプリ：工藤梨菜、あすまる/あすか、大森舞美
- ファイナリスト15名→グランプリ3名[28]

## ヤンチャン学園
ミスヤングチャンピオン2013ファイナリスト16名で結成されたアイドルユニット。正式名称は『ヤングチャンピオン学園』だが、通常は通称である『ヤンチャン学園』が用いられる。また、部活動として「音楽部」、「広報部」、「フットサル部」があり、音楽部は2014年5月27日、「コイハナビ」（JuliaHouse）でCDデビューした。また、同時にミスヤングチャンピオン2014ファイナリスト13名を新入生として発表した。2014年以降、他の部活動に動きが見られないため、事実上、音楽部の呼称となっている。

## ヤンチャン学園 音楽部
ヤンチャン学園 音楽部は、日本の音楽ユニット、アイドルグループ。

### 概要
- ヤングチャンピオンが主催するグラビアアイドルオーディション『ミスヤングチャンピオン』が4年目を迎えた2013年に、グランプリ選出者とファイナリスト16名によって『ヤンチャン学園』を結成し[30]、その「部活動」として、音楽をメインに活動するユニットを「ヤンチャン学園 音楽部」としたことが始まり。
- 音楽部のほか、「放送部」「広報部」「蹴球部（フットサル）」「しばいぶ」「競馬部」が存在して活動している（2018年7月現在）。
- 2016年以降は『ミスヤングチャンピオン』のオーディションとは別に『ヤンチャン学園』としてメンバー募集を行っている（『ミスヤングチャンピオン』受賞者は音楽部の活動を希望する者のみメンバー入りしている）。
- 2017年4月に関西を活動拠点とする『ヤンチャン学園KANSAI』、2018年8月に名古屋圏を活動拠点とする『ヤンチャン学園NAGOYA』、2020年6月に『ヤンチャン学園SENDAI』が発足した。

### 略歴

#### 2013年
- 11月16日、お披露目イベントが秋葉原・AKIBAカルチャーズ劇場で行われた。[31]初代部長に小田島渚、副部長に麻衣愛が任命。

#### 2014年
- 5月23日、大月あくあが6月1日をもって芸能活動を休止することを自身のブログで発表。[32][注 1]
- 5月27日、1stシングルCD『コイハナビ』がJuliaHouseより発売。参加メンバーは1期生11名（小田島渚、大月あくあ、犬塚志乃、小山夏希、髙橋蘭、高松雪乃、誉田みに、麻衣愛、百瀬美鈴、八尋莉那、弓彩也加）。オリコンチャート最高順位はデイリー2位(5/26付)、ウイークリー22位（6/9付）、インディーズウイークリー1位（6/9付）。[33]
- 6月1日、第2期生として加入したミスヤングチャンピオン2014ファイナリストのお披露目が行われた。[34]
- 7月21日、アイドル野外フェステバル『SEKIGAHARA IDOL WARS 2014〜関ケ原唄姫合戦〜』に出場。[35]
- 8月2日 - 3日、女性アイドルイベント『TOKYO IDOL FESTIVAL 2014』に出場[36][37]。
- 8月31日、「ヤンチャン学園音楽部 第一回単独発表会＆ヤンチャン学園卒業式」がAKIBAカルチャーズ劇場で行なわれ、小田島渚（部長）、犬塚志乃、髙橋蘭、麻衣愛（副部長）、八尋莉那、弓彩也加の6名が卒業。[38][39]
- 10月7日、TwinBox AKIHABARAで行われた定期発表会で、二代目部長にあがりえひかり、副部長に百瀬美鈴と三輪晴香が任命されたことを発表。
- 10月29日、一戸日菜子が10月28日をもって芸能活動を休止することを自身のブログで発表。[注 2]

#### 2015年
- 1月17日、東京・秋葉原の「AKIBAドラッグ&カフェ」で行われた『GIRLS REVOLUTION＠アキドラ』に出場[40]
- 1月17日 - 18日、シアターGロッソで行われた『LOVE MAX祭2015』に出場。[41]
- 2月10日、ニンテンドー3DS（任天堂）用ソフト『大合奏!バンドブラザーズP』の有料追加コンテンツ“遊べる動画”として、『コイハナビ』『ワンチャン告白』が配信された。[42][43][44][45]
- 2月24日、のんのが2月28日をもって脱退することをマシェバラチャット『ヤンチャン学園放送部 定期実力テスト！』内で発表。[46][注 3]
- 3月15日、東京・渋谷のマルイシティ渋谷の店頭プラザでセカンドシングル発売・発表プレスイベントが行われた。[47][48][49][50][51]
- 4月29日、2ndシングルCD『ハートの交換』がUNISON RECORDSより発売。参加メンバーは1期生3名（高松雪乃、誉田みに、百瀬美鈴）と2期生8名（あがりえひかり、和泉美沙希、加藤シーナ、八城まゆ、白井萌香、葉月（瀬名葉月）、三輪晴香、若木萌）。オリコンチャート最高順位はデイリー18位(5/3付)、ウイークリー42位（5/11付）、インディーズウイークリー4位（5/11付）。[52]
- 5月30日、AKIBAドラッグ&カフェで行なわれたライブ「涙の卒業、そして新しい風」で、あがりえひかり、加藤シーナ、白井萌香の3名の卒業式と、第6回ミスヤングチャンピオン・オーディションの前期試験合格者6名（アイシス、国友愛佳、潮田ひかる、辻村ゆりな、森崎のどか、若原ゆめの）のお披露目が行われた。
- 7月14日、前述オーディション後期試験合格者7名（枝窪純子、小野桃花、斉藤結女、奈良岡美夢、藤縄穂月、幕内里奈、松原未季）を加えた2015年ファイナリスト全13名のお披露目イベントが行われた。[53][54]
- 7月31日、誉田みにが芸能活動を休止することを自身のツイッターで発表。
- 8月30日、東京・BIGFUN平和島で「ヤンチャン学園卒業式&入学式&ミスYC6代目グランプリお披露目ワンマンライブ」が行われ、1・2期生7名（百瀬美鈴、高松雪乃、誉田みに(欠席)、和泉美沙希、三輪晴香、八城まゆ、若木萌）の卒業式と、新入生13名の入学式等が行われた。また、1・2期生で唯一残った葉月（瀬名葉月）が音楽部部長に任命された。[55]なおこの年には副部長の任命はなかった。

#### 2016年
- 6月19日、東京・池袋シアターYESで行われた潮田ひかる生誕祭にて、ヤンチャン学園サテライトとして活動していた花井円香と港乃碧の新加入が発表された。
- 7月2日、東京・池袋シアターYESのライブをもって森崎のどかが卒業した（芸能活動休止）[56]。
- 9月24日、東京・王子MONSTERにて「卒業式＆4期生入学式ワンマンライブ」が行われ、最後の2期生である葉月（瀬名葉月）と3期生の枝窪純子、小野桃花、国友愛佳、潮田ひかる、辻村ゆりな、藤縄穂月、若原ゆめのが卒業。[57][58]。新メンバーとしてミスヤングチャンピオン2016の星野白花のほか、川崎美海、河路由希子、五城せのん、嶋村杏樹、花島桃子が加入し[59]、部長に斉藤結女、副部長に星野白花が任命された。

#### 2017年
- 3月9日、五城せのんが2月28日をもって卒業したことが発表された。
- 4月19日、ヤンチャン学園KANSAIが発足[60]。
- 8月17日、品川Jスクエアにて「ヤンチャン学園卒業式（ライブ）」が行われ、河路由希子以外の4期生4名（川崎美海、嶋村杏樹、花島桃子、星野白花）が卒業。
- 10月8日、ミスヤングチャンピオン2017から竹内花、木保英里香の2名、5期生オーディションにより榎本奈里子、葛屋柚香、杉原莉夏、古野愛奈、山口結優、柚稀まいの6名の計8名が加入[61]。

#### 2018年
- 3月24日、渋谷VUENOS にて3期生4名（斉藤結女、幕内里奈、花井円香、港乃碧）が卒業。河路由希子が音楽部部長に任命された。
- 8月8日、ヤンチャン学園NAGOYAが発足。
- 10月28日、葛屋柚香と佐々木ひな（ヤンチャン学園NAGOYA）が同日付で脱退したことを公式ツイッターで発表された。

#### 2019年
- 5月5日、ワンマンライブ「花ざかり～」が開催され、4期メンバーの河路由希子が卒業をすることを発表した。
- 12月28日、この日のOSAKA RUIDOでのライブをもって、ヤンチャン学園KANSAIがメンバー全員卒業、グループ活動休止[62]。

#### 2020年
- 3月7日、5期メンバー（榎本奈里子、木保英里香、竹内花、杉原莉夏、古野愛奈、柚稀まい）がこの日をもって卒業となり、同日に6期生・花川怜奈が脱退した。6期生（青科まき、角山由莉）と、研究生（伊東なずな、桜田さおり、細元優希乃、榎本ほのか、金次捺七、伊集院あさひ）が昇格、後藤英莉捺、芽瑠萌、江川もにかが新加入し、桜組と月組の2グループで活動する新体制が披露された[63]。
- 4月12日、ヤンチャン学園NAGOYA研究生として、黒咲アリス、もりのくま、青山由依がマシェバラ配信でお披露目。
- 6月20日、『ヤンチャン卒業式 カウントダウンライブ』1部・2部、6月27日、『ヤンチャン卒業式 ライブ』1部・2部として、新型コロナウイルス感染予防のため延期されていた卒業イベントを行い旧体制最後の活動となった。
- 6月20日、ヤンチャン学園SENDAI発足。7月25日『TOHOKU IDOL FESTIVAL!!2020』にてライブデビュー。
- 8月10日、ヤンチャン学園NAGOYA２周年ワンマンライブであいが活動終了。黒咲アリス、もりのくまが正規メンバーに昇格。
- 12月13日、ヤンチャン学園NAGOYAの姫切めるが活動終了。姫切めるラストライブで矢神舞菜がお披露目。
- 12月19日、ヤンチャン学園NAGOYA公式ツイッターで、もりのくまが体調不良を理由に活動終了すると発表された。

#### 2021年
- 4月10日、ヤンチャン学園NAGOYAの青木聖が8月8日の3周年ワンマンライブの前に卒業ライブを開催すると発表。
- 5月14日、伊東なずなが個人ツイッターでしばらく活動休止するとツイート。
- 5月22日、ヤンチャン学園NAGOYA研究生として小鹿あかりと朝日りかお披露目。
- 6月25日、伊東なずなが5月31付で脱退したことを公式ツイッターで発表された。
- 8月8日、ヤンチャン学園NAGOYAの青木聖が卒業。同日、ヤンチャン学園NAGOYA３周年ワンマンライブで小鹿あかり、朝日りかが正規メンバーに昇格。
- 11月24日、ミスヤンチャン2021の島袋香菜が8期生に加入することを公式ツイッターで発表された。
- 12月5日、「UNISON RECORDS SPECIAL LIVE」 河路由希子生誕祭＠新宿アルタkeystudioで8期生島袋香菜がステージデビュー

#### 2022年
- 2月21日、現体制のファーストワンマン「始発～夢のアウトライン～」が4月10日に開催されることを公式ツイッターで発表された。
- 2月27日、ヤンチャン学園NAGOYAの公式ツイッターにて、朝日りかが3月末で活動終了、恋文あゆが5月に卒業することが発表された。
- 3月28日、ヤンチャン学園NAGOYAの朝日りかが活動終了。
- 4月03日、ヤンチャン学園NAGOYAの公式ツイッターにて、矢神舞菜が4月30日のラストライブをもって活動終了することが発表された。
- 4月05日、候補生として椎葉ゆき、ひなた、日野杏香の3名が加わることを公式ツイッターで発表された。
- 4月07日、候補生の追加発表として磯部陽菜が加わることを公式ツイッターで発表された。
- 4月30日、ヤンチャン学園NAGOYAの矢神舞菜が活動終了。
- 5月15日、ヤンチャン学園NAGOYAの恋文あゆが卒業。
- 6月26日、ヤンチャン学園NAGOYAの公式ツイッターにて、8月14日のワンマンライブをもって現体制終了が発表された。 同時に、金城詩織、黒咲アリス、小鹿あかりのグループ卒業が発表された。
- 8月04日、候補生として桜木まつり、千歳ゆずの2名が加わることを公式ツイッターで発表された。
- 8月14日、ヤンチャン学園NAGOYAの「４周年記念＆現体制ラストワンマンライブ　主催：バーサスプロダクション」が開催され、金城詩織が卒業。黒咲アリス、小鹿あかりが活動終了となった。
- 9月13日、英莉捺が9月末付で脱退、ラストライブは9月22日となることを公式ツイッターで発表された。
- 12月25日、ヤンチャン学園NAGOYA シーズン2メンバーのプレお披露目。

### メンバー

#### ヤンチャン学園音楽部

##### メンバー
（2022年10月 - ）
| 名前       | ふりがな        | メンバーカラー | ニックネーム | 生年月日      | 血液型 | 出身地 | 所属事務所         | 備考                                           |
| ---------- | --------------- | -------------- | ------------ | ------------- | ------ | ------ | ------------------ | ---------------------------------------------- |
| 桜田さおり | さくらだ さおり | 赤             | りんご       | 2000年9月19日 | A型    | 青森県 | J-BEANS            | 音楽部七代目部長                               |
| 島袋香菜   | しまぶくろ かな | 青             | かなまる     | 2000年2月16日 | AB型   | 東京都 | 吉本興業 Showtitle | 2021第12回ミスヤングチャンピオン（グランプリ） |

##### 候補生
（2022年08月 - ）
| 名前        | ふりがな        | メンバーカラー | ニックネーム | 生年月日               | 血液型 | 出身地 | 所属事務所      | 備考                                             |
| ----------- | --------------- | -------------- | ------------ | ---------------------- | ------ | ------ | --------------- | ------------------------------------------------ |
| 椎葉 ゆき   | しいば ゆき     |                |              | 1996年12月23日（28歳） | A型    | 北海道 | Ella promotion  | 2020年第11回ミスヤングチャンピオンファイナリスト |
| ひなた      | ひなた          |                |              | 3月21日                | A型    | 千葉県 |                 |                                                  |
| 日野 杏香   | ひの きょうか   |                |              | 2003年1月27日（22歳）  | B型    | 東京都 | 株式会社アイズ  | バンザイレーシングイメージガール2022準グランプリ |
| 磯部 陽菜   | いそべ ひな     | ピンク         |              | 2001年11月21日（23歳） | O型    | 京都府 | ジェイライブLLC |                                                  |
| 桜木 まつり | さくらぎ まつり |                |              |                        |        |        | R.I.P           | サンスポGoGoクイーン本戦進出者                   |
| 千歳 ゆず   | ちとせ ゆず     | 紫             |              | 2005年10月27日（19歳） | O型    | 千葉県 | Bitter          |                                                  |

##### 元メンバー
※公式で卒業の発表があったメンバー、及び、卒業の発表はされていないが音楽部の活動に今後参加しないと思われるメンバーについて記す。
| 名前                      | よみ                                | 生年月日               | 血液型 | 出身地   | 加入期 | 最終在籍日     | 備考                                                                                      |
| ------------------------- | ----------------------------------- | ---------------------- | ------ | -------- | ------ | -------------- | ----------------------------------------------------------------------------------------- |
| 酒井蘭                    | さかい らん                         | 1993年3月13日（32歳）  | O型    | 東京都   | 1期    | 活動実績無し   | [元]B.L.Tアイドルカレッジ、[元]Survive-ZERO                                               |
| 富樫あずさ                | とがし あずさ                       | 1990年12月12日（34歳） | A型    | 埼玉県   | 1期    | 活動実績無し   |                                                                                           |
| 吉野ていら                | よしの ていら                       | 1996年1月18日（29歳）  | AB型   | 東京都   | 1期    | 活動実績無し   | [元]シブヤDOMINION                                                                        |
| 橋本楓                    | はしもと かえで                     | 1997年1月21日（28歳）  | A型    | 神奈川県 | 1期    | 2013年11月16日 | 第4回ミスヤングチャンピオン(グランプリ) アイドリング!!!                                   |
| 白石柚月                  | しらいし ゆづき                     | 1993年5月11日（32歳）  | O型    | 静岡県   | 1期    | 2013年12月30日 | Re:ガールズ                                                                               |
| 大月あくあ                | おおつき あくあ                     | 1997年12月15日（27歳） | A型    | 千葉県   | 1期    | 2014年5月30日  |                                                                                           |
| 宮本彩                    | みやもと あや                       | 1998年11月16日（26歳） | A型    | 愛知県   | 2期    | 2014年6月1日   |                                                                                           |
| 森あさみ                  | もり あさみ                         | 1990年4月23日（35歳）  | A型    | USA      | 2期    | 2014年6月15日  |                                                                                           |
| 小山夏希                  | こやま なつき                       | 1990年7月13日（35歳）  | A型    | 東京都   | 1期    | 2014年6月24日  |                                                                                           |
| 犬塚志乃                  | いぬづか しの                       | 1993年4月2日（32歳）   | O型    | 愛知県   | 1期    | 2014年8月31日  | [元]dela                                                                                  |
| 小田島渚                  | おだじま なぎさ                     | 1993年3月24日（32歳）  | A型    | 神奈川県 | 1期    | 2014年8月31日  | 第4回ミスヤングチャンピオン(グランプリ) [元]音楽部初代部長                                |
| 髙橋蘭                    | たかはし らん                       | 1994年12月12日（30歳） | B型    | 大分県   | 1期    | 2014年8月31日  | ザ・マーガリンズ、[元]CHIMO、[元]BLAZE                                                    |
| 麻衣愛                    | まいあ                              | 1988年8月14日（36歳）  | O型    | 東京都   | 1期    | 2014年8月31日  | [元]音楽部初代副部長、Chu-Z                                                               |
| 八尋莉那                  | やひろ りな                         | 1991年2月1日（34歳）   | B型    | 神奈川県 | 1期    | 2014年8月31日  |                                                                                           |
| 弓彩也香                  | ゆみ さやか                         | 1993年12月8日（31歳）  | AB型   | 大阪府   | 1期    | 2014年8月31日  | dela                                                                                      |
| 茜さや                    | あかね さや                         | 1993年5月20日（32歳）  | O型    | 広島県   | 2期    | 2014年9月15日  | 第8代目ライブクイーン(グランプリ)                                                         |
| 麻倉ひな子 （一戸日菜子） | あさくら ひなこ （いちのへ ひなこ） | 1995年2月12日（30歳）  | O型    | 青森県   | 2期    | 2014年10月28日 |                                                                                           |
| 森のんの （のんの）       | もり のんの （のんの）              | 1995年4月26日（30歳）  | B型    | 神奈川県 | 2期    | 2015年2月28日  | [卒業後]SAY-LA                                                                            |
| 加藤シーナ                | かとう しーな                       | 1993年5月9日（32歳）   | O型    | 北海道   | 2期    | 2015年5月30日  |                                                                                           |
| あがりえひかり            | あがりえ ひかり                     | 1989年8月17日（35歳）  | AB型   | 大分県   | 2期    | 2015年5月31日  | [元]音楽部二代目部長 [卒業後]SAY-LA                                                       |
| 白井萌香                  | しらい もか                         | 1998年7月11日（27歳）  | O型    | 静岡県   | 2期    | 2015年5月31日  |                                                                                           |
| 誉田みに                  | ほんだ みに                         | 1991年11月7日（33歳）  | O型    | 和歌山県 | 1期    | 2015年7月31日  |                                                                                           |
| 高松雪乃                  | たかまつ ゆきの                     | 1991年9月20日（33歳）  | O型    | 神奈川県 | 1期    | 2015年8月30日  |                                                                                           |
| 百瀬美鈴                  | ももせ みすず                       | 1996年3月30日（29歳）  | A型    | 東京都   | 1期    | 2015年8月30日  | 第4回ミスヤングチャンピオン(グランプリ) [元]音楽部二代目副部長、[元]Fine Color            |
| 和泉美沙希                | いずみ みさき                       | 1991年4月24日（34歳）  | B型    | 香川県   | 2期    | 2015年8月30日  | 第5回ミスヤングチャンピオン(グランプリ) [卒業後]あと3センチ                               |
| 八城まゆ                  | やしろ まゆ                         | 1992年3月23日（33歳）  | B型    | 鳥取県   | 2期    | 2015年8月30日  |                                                                                           |
| 三輪晴香                  | みわ はるか                         | 1996年1月4日（29歳）   | A型    | 滋賀県   | 2期    | 2015年8月30日  | 第5回ミスヤングチャンピオン(グランプリ) [元]音楽部二代目副部長                            |
| 若木萌                    | わかき もえ                         | 1986年3月19日（39歳）  | O型    | 山口県   | 2期    | 2015年8月30日  | [元]アイドル☆ピット、[卒業後]Mystic Mode                                                  |
| 奈良岡美夢                | ならおか みゅう                     | 1999年4月8日（26歳）   | O型    | 青森県   | 3期    | 2015年11月12日 |                                                                                           |
| アイシス （滝澤いしす）   | あいしす                            | 1993年2月26日（32歳）  | B型    | 東京都   | 3期    | 2016年6月30日  | [元]閃光花火                                                                              |
| 松原未季                  | まつばら みき                       | 1994年9月14日（30歳）  | B型    | 愛知県   | 3期    | 2016年6月30日  | [卒業後]BABYWOLF                                                                          |
| 森咲のどか （森崎のどか） | もりさき のどか                     | 1996年2月27日（29歳）  | A型    | 兵庫県   | 3期    | 2016年7月2日   | [卒業後]BABY TO KISS→SAY-LA                                                               |
| 葉月 （瀬名葉月）         | はづき （せな はづき）              | 1994年11月21日（30歳） | A型    | 埼玉県   | 2期    | 2016年9月24日  | 第5回ミスヤングチャンピオン(グランプリ) [元]音楽部三代目部長、[元]SIR                     |
| 枝窪純子                  | えだくぼ じゅんこ                   | 1995年3月18日（30歳）  | O型    | 千葉県   | 3期    | 2016年9月24日  |                                                                                           |
| 小野桃花                  | おの ももか                         | 1997年3月18日（28歳）  | B型    | 東京都   | 3期    | 2016年9月24日  | [元]Oh☆Campee                                                                             |
| 国友愛佳                  | くにとも あいか                     | 1987年4月30日（38歳）  | A型    | 群馬県   | 3期    | 2016年9月24日  | [卒業後]KNUoNEW                                                                           |
| 潮田ひかる                | しおた ひかる                       | 1993年6月1日（32歳）   | A型    | 神奈川県 | 3期    | 2016年9月24日  | 第6回ミスヤングチャンピオン(グランプリ) [元]カタモミ女子、[卒業後]あと3センチ、あんどもあ |
| 辻村ゆりな                | つじむら ゆりな                     | 1994年9月30日（30歳）  | O型    | 埼玉県   | 3期    | 2016年9月24日  |                                                                                           |
| 藤縄穂月                  | ふじなわ ほづき                     | 1996年10月22日（28歳） | AB型   | 埼玉県   | 3期    | 2016年9月24日  | No,SateLight                                                                              |
| 若原ゆめの                | わかはら ゆめの                     | 1997年6月9日（28歳）   | A型    | 千葉県   | 3期    | 2016年9月24日  |                                                                                           |
| 五城せのん                | ごじょう せのん                     | 2000年9月5日（24歳）   | O型    | 群馬県   | 4期    | 2017年2月28日  | [卒業後]東京イルミナティ→君に恋をした。                                                   |
| 川崎美海                  | かわさき みゅう                     | 1995年10月6日（29歳）  | B型    | 千葉県   | 4期    | 2017年8月17日  |                                                                                           |
| 嶋村杏樹                  | しまむら あんじゅ                   | 1999年7月29日（26歳）  | A型    | 埼玉県   | 4期    | 2017年8月17日  |                                                                                           |
| 花島桃子                  | はなしま ももこ                     | 2000年2月22日（25歳）  | AB型   | 千葉県   | 4期    | 2017年8月17日  |                                                                                           |
| 星野白花                  | ほしの しろか                       | 1994年4月26日（31歳）  | B型    | 埼玉県   | 4期    | 2017年8月17日  | 第7回ミスヤングチャンピオン(グランプリ) [元]音楽部三代目副部長、[卒業後]Jewel☆Rouge       |
| 斉藤結女                  | さいとう ゆめ                       | 1997年8月23日（27歳）  | O型    | 埼玉県   | 3期    | 2018年3月24日  | 音楽部四代目部長                                                                          |
| 幕内里奈                  | まくうち りな                       | 1996年10月17日（28歳） | AB型   | 神奈川県 | 3期    | 2018年3月24日  |                                                                                           |
| 花井円香                  | はない まどか                       | 1998年2月27日（27歳）  | O型    | 東京都   | ST期   | 2018年3月24日  | シンリョウレーシング2022RQ                                                                |
| 港乃碧                    | みなと のあ                         | 1998年12月5日（26歳）  | B型    | 東京都   | ST期   | 2018年3月24日  | [元]チェケラッ娘、[卒業後]LONDON BLUE                                                     |
| 葛屋柚香                  | くずや ゆずか                       | 2001年8月1日（24歳）   | O型    | 神奈川県 | 5期    | 2018年10月28日 |                                                                                           |
| 河路由希子                | かわじ ゆきこ                       | 1996年12月7日（28歳）  | O型    | 岐阜県   | 4期    | 2019年6月1日   | 音楽部五代目部長、[卒業後]sherbet                                                         |
| 山口結優                  | やまぐち ゆうゆ                     | 2002年1月7日（23歳）   | O型    |          | 5期    | 2019年11月15日 |                                                                                           |
| 芽瑠萌 （麻里瑠）         | めるも （まりる）                   | 2004年12月18日（20歳） | A型    | 千葉県   |        | 2020年3月14日  |                                                                                           |
| 江川もにか                | えがわ もにか                       | 2004年3月13日（21歳）  | A型    | 埼玉県   |        | 2020年3月14日  |                                                                                           |
| 竹内花                    | たけうち はな                       | 1998年8月11日（26歳）  | A型    | 愛知県   | 5期    | 2020年6月27日  | 2017第8回ミスヤングチャンピオン(グランプリ) [元]ミューミュー、[卒業後]LeapPlane+          |
| 木保英里香                | きぼ えりか                         | 1999年9月30日（25歳）  | A型    | 東京都   | 5期    | 2020年6月27日  | 音楽部六代目部長                                                                          |
| 杉原莉夏                  | すぎはら りな                       | 2001年5月8日（24歳）   | A型    | 茨城県   | 5期    | 2020年6月27日  | [卒業後]littlemore.                                                                       |
| 古野愛奈                  | ふるの あいな                       | 1994年10月22日（30歳） | A型    | 広島県   | 5期    | 2020年6月27日  | [元]仮面シスター、[卒業後]晴天の霹靂                                                      |
| 柚稀まい                  | ゆずき まい                         | 1996年4月15日（29歳）  |        | 東京都   | 5期    | 2020年6月27日  | [卒業後]天使突抜ニ読ミ                                                                    |
| 榎本奈里子                | えのもと なりこ                     | 1994年10月21日（30歳） | AB型   | 新潟県   | 5期    | 2020年6月27日  | 音楽部六代目部長                                                                          |
| 花川怜奈                  | はなかわ れいな                     | 1997年3月24日（28歳）  | O型    | 福島県   | 6期    | 2020年6月27日  |                                                                                           |
| 伊東なずな                | いとう なずな                       | 1995年4月22日（30歳）  | AB型   | 神奈川県 | 7期    | 2021年5月31日  |                                                                                           |
| 英莉捺                    | えりな                              | 2001年8月1日（24歳）   | O型    | 栃木県   | 7期    | 2022年9月30日  |                                                                                           |
| 青科まき                  | あおしな まき                       | 1997年1月7日（28歳）   | A型    | 神奈川県 |        | 2023年1月28日  | 2019第10回ミスヤングチャンピオン（グランプリ）                                            |
| 伊集院あさひ              | いしゅういん あさひ                 | 2001年3月22日（24歳）  | A型    | 愛知県   |        | 2023年3月5日   | 2021第12回ミスヤングチャンピオン（グランプリ）                                            |
| 榎本ほのか                | えのもと ほのか                     | 1995年3月25日（30歳）  | AB型   | 福岡県   |        | 2023年3月5日   |                                                                                           |
| 金戸夏架                  | かなべ なつか                       | 2001年5月18日（24歳）  | A型    |          |        | 2023年3月5日   | シンリョウレーシング2022RQ 旧芸名：金次捺七                                               |
| 細元優希乃                | ほそもと ゆきの                     | 1997年6月30日（28歳）  | A型    | 宮崎県   |        | 2023年3月5日   | 2020第11回ミスヤングチャンピオン 特別賞                                                   |
| 角山由莉                  | すみやま ゆり                       | 2000年3月14日（25歳）  | B型    | 京都府   |        | 2023年3月5日   |                                                                                           |

#### KANSAIメンバー
加入期はヤンチャン学園KANSAIでの期数。音楽部とは別途。
2019年10月25日の定期公演にて、2019年12月28日をもってメンバー全員卒業、グループ活動休止が発表された。

##### 元メンバー
※公式で卒業の発表があったメンバー、及び、卒業の発表はされていないが音楽部の活動に今後参加しないと思われるメンバーについて記す。
| 名前       | よみ            | 生年月日               | 血液型 | 出身地 | 加入期       | 最終在籍日     | 備考                                                     |
| ---------- | --------------- | ---------------------- | ------ | ------ | ------------ | -------------- | -------------------------------------------------------- |
| 成瀬紫音   | なるせ しおん   | 2000年1月5日（25歳）   | O型    |        | 1期          | 2018年5月5日   |                                                          |
| 愛雪       | あゆき          | 1998年1月21日（27歳）  | A型    | 大阪府 | 1期          | 2018年10月14日 |                                                          |
| 髙橋采伽   | たかはし あやか | 1996年7月14日（29歳）  | A型    | 兵庫県 | 1期          | 2018年10月14日 |                                                          |
| 竹川由華   | たけかわ ゆうか | 1999年5月16日（26歳）  | A型    | 滋賀県 | 1期          | 2018年10月14日 | [卒業後]コルチカム                                       |
| 内藤里奈   | ないとう りな   | 2001年2月16日（24歳）  | O型    | 兵庫県 | 1期          | 2018年10月14日 | [卒業後]アイドルカレッジ                                 |
| 橋本摩耶   | はしもと まや   | 1996年5月15日（29歳）  | O型    |        | 1期          | 2018年10月14日 |                                                          |
| 脇坂真恋   | わきさか まれん | 2002年1月27日（23歳）  | O型    |        | 1期          | 2018年10月14日 | [卒業後]ゆえない                                         |
| 村川杏寿   | むらかわ あんず | 1995年6月3日（30歳）   | A型    | 兵庫県 | 1期          | 2018年12月2日  |                                                          |
| 大場まりあ | おおば まりあ   | 1993年11月20日（31歳） | B型    | 兵庫県 | 1期          | 2018年12月2日  | [卒業後]The The                                          |
| 谷口夕佳   | たにぐち ゆか   | 1994年8月19日（30歳）  | O型    | 兵庫県 | 1期          | 2018年12月2日  | [元]関ガール、[卒業後]The The                            |
| きらら     | きらら          | 1999年7月27日（26歳）  | A型    |        | 2期          | 2019年12月28日 |                                                          |
| 西野陽菜   | にしの ひな     | 1994年1月11日（31歳）  | A型    | 熊本県 | 2期          | 2019年12月28日 | 2019第10回ミスヤングチャンピオン（特別賞）[元]KANSAI部長 |
| 政田桃子   | まさだ ももこ   | 1996年5月7日（29歳）   | A型    | 兵庫県 | 2期          | 2019年12月28日 | [卒業後]綺星★フィオレナード（白瀬乃愛）                  |
| 松本玲奈   | まつもと れな   | 2002年10月5日（22歳）  | B型    | 大阪府 | 3期          | 2019年12月28日 | [卒業後]MyDearDarlin'                                    |
| 果琳       | かりん          | 1999年7月31日（26歳）  | B型    |        | 2019年7月6日 | 2019年12月28日 | [元]NA-NA [卒業後]蓋世ユートピア革命                     |

#### NAGOYAメンバー
加入期はヤンチャン学園NAGOYAでの期数。音楽部とは別途。
| 名前        | ふりがな      | メンバーカラー | 生年月日             | 加入期 | 身長  | 血液型 | 出身地 | 所属事務所             | 備考 |
| ----------- | ------------- | -------------- | -------------------- | ------ | ----- | ------ | ------ | ---------------------- | ---- |
| 紅葉 るきあ | くれは るきあ | 赤色           | 2005年2月9日（20歳） | 新1期  | 151cm | A型    |        | バーサスプロダクション |      |

### 元メンバー（シーズン2）
| 名前    | ふりがな      | メンバーカラー | 生年月日 | 加入期 | 身長  | 血液型 | 出身地 | 所属事務所             | 最終在籍日    | 備考 |
| ------- | ------------- | -------------- | -------- | ------ | ----- | ------ | ------ | ---------------------- | ------------- | ---- |
| 陽月 楓 | ひづき かえで | オレンジ       | 10月27日 | 新1期  | 165cm | B型    |        | バーサスプロダクション | 2023年6月30日 |      |

#### 元メンバー（シーズン1）
2018年8月8日発足から2022年8月14日まで活動したシーズン1のメンバーで、公式ツイッター等で卒業および活動終了の発表があったメンバー、または卒業および活動終了の発表はされていないがヤンチャン学園NAGOYAのメンバーとして活動に今後参加しなくなったメンバーについて記す
| 名前       | ふりがな          | メンバーカラー | 生年月日              | 加入期 | 身長  | 血液型 | 出身地 | 所属事務所             | 最終在籍日     | 備考                                                           |
| ---------- | ----------------- | -------------- | --------------------- | ------ | ----- | ------ | ------ | ---------------------- | -------------- | -------------------------------------------------------------- |
| 佐々木ひな | ささき ひな       |                | 1994年4月27日（31歳） | 1期    |       | AB型   |        |                        | 2018年10月28日 | [元]Sweet Surrender                                            |
| 朝比奈ゆい | あさひな ゆい     | 赤色           | 1994年1月1日（31歳）  | 1期    |       | AB型   |        |                        | 2019年12月31日 | [元]Empty Bridge [卒業後]ふぇありーているず! →ふるふるしっぽ？ |
| 辻本日菜   | つじもと ひな     | 青色→オレンジ  | 1994年3月31日（31歳） | 1期    |       | A型    |        |                        | 2020年3月15日  | [元]Empty Bridge                                               |
| あい       | あい              | 紫色           | 2000年1月9日（25歳）  | 1期    |       | B型    | 愛知県 | バーサスプロダクション | 2020年8月10日  | La✿花ノたみ兼任 → [卒業後]已己巳己                             |
| 青山由依   | あおやま ゆい     | 水色           | 1998年4月28日（27歳） |        |       | B型    |        | オフィスサカイ         | 2020年11月14日 | 研究生 [卒業後]已己巳己                                        |
| 姫切める   | ひめぎり める     | 白色           | 1998年8月18日（26歳） | 2期    |       |        | 愛知県 | バーサスプロダクション | 2020年12月13日 |                                                                |
| もりのくま | もりの くま       | 赤色           | 2002年8月3日（22歳）  | 3期    |       |        |        | バーサスプロダクション | 2020年12月19日 |                                                                |
| 青木聖     | あおき あきら     | ぴんく         | 2001年7月4日（24歳）  | 1期    | 154cm | A型    | 岐阜県 | 株式会社vif            | 2021年8月8日   |                                                                |
| 朝日りか   | あさひ りか       | オレンジ       | 2004年3月18日（21歳） | 5期    | 158cm | A型    | 愛知県 | バーサスプロダクション | 2022年3月31日  |                                                                |
| 矢神舞菜   | やがみ まいな     | 白色           | 1998年6月14日（27歳） | 4期    | 160cm | A型    | 愛知県 | バーサスプロダクション | 2022年4月30日  |                                                                |
| 恋文あゆ   | れもん あゆ       | 黄色           | 2002年10月4日（22歳） | 1期    | 154cm | A型    | 愛知県 | バーサスプロダクション | 2022年5月15日  | [元]Empty Bridge わがままHOLiC兼任 → [卒業後]ぜろから☆すた→と  |
| 金城詩織   | きんじょう しおり | 緑色           | 1998年1月9日（27歳）  | 1期    | 145cm | A型    | 愛知県 |                        | 2022年8月14日  | [卒業後]ぷりしえーる                                           |
| 黒咲アリス | くろさき ありす   | 黒色           | 2000年4月27日（25歳） | 3期    | 148cm | AB型   | 愛知県 | 株式会社シンフォニア   | 2022年8月14日  | [卒業後]MAD MEDiCiNE                                           |
| 小鹿あかり | ばんび あかり     | 紫色           | 2000年12月8日（24歳） | 5期    | 152cm | B型    | 岐阜県 | バーサスプロダクション | 2022年8月14日  |                                                                |

### SENDAIメンバー
| 名前       | ふりがな      | メンバーカラー | ニックネーム | 生年月日      | 血液型 | 出身地 | 備考 |
| ---------- | ------------- | -------------- | ------------ | ------------- | ------ | ------ | ---- |
| 志田あずさ | しだ あずさ   | 赤             | あーちゃん   | 2004年9月24日 | O型    | 宮城県 |      |
| 春谷美羽   | はるたに みう | ピンク         | みんみ       | 1998年4月9日  | B型    | 宮城県 |      |
| 一ノ瀬美乃 | いちのせ みの | 青             | みのたん     | 2005年4月9日  |        | 宮城県 |      |

### 作品

#### シングル
|    | リリース日     | タイトル              | 日   | 週   | 位  | 販売形態 | 発売元         | 販売元         | 規格品番                        | カップリング・備考 |
| -- | -------------- | --------------------- | ---- | ---- | --- | -------- | -------------- | -------------- | ------------------------------- | --- |
| 1  | 2014年5月27日  | コイハナビ            | 2位  | 22位 | 1位 | CD       | JuliaHouse     | ダイキサウンド | JH0016 JH0017 JH0018 JH0019     | タイプA c/w「ワンチャン告白」 タイプB c/w「ワンチャン告白」 タイプC c/w「SUMMER Reason」 タイプD c/w「SUMMER Reason」                                             |
| 2  | 2015年4月29日  | ハートの交換          | 18位 | 42位 | 4位 | CD       | UNISON RECORDS | ダイキサウンド | UNI-1 UNI-2 UNI-3 UNI-4         | タイプA c/w「Pastel」 タイプB c/w「Pastel」 タイプC c/w「This party night～シャラルリラ パラルリラ～」 タイプD c/w「This party night～シャラルリラ パラルリラ～」 |
| 3  | 2015年12月22日 | Snowdrop              |      |      |     | CD       | UNISON RECORDS | ダイキサウンド | UNI-007 UNI-008 UNI-009 UNI-010 | タイプA c/w「Happy Date」 タイプB c/w「Happy Date」 タイプC c/w「サヨナラの並木道」 タイプD c/w「サヨナラの並木道」                                               |
| 4  | 2017年4月5日   | はじめまして          |      |      |     | CD       | UNISON RECORDS | ダイキサウンド | UNI-013 UNI-014                 | タイプA c/w「Rainbow」「Pastel」 タイプB c/w「Rainbow」「Pastel」                                                                                                 |
| 5  | 2018年2月14日  | 断然☆君恋（選抜Ver.） |      |      |     | CD       | UNISON RECORDS | ダイキサウンド | UNI-019                         | c/w「断然☆君恋」（全員Ver.） |
| 6  | 2018年12月18日 | woderful color        |      |      |     | CD       | UNISON RECORDS | ダイキサウンド | UNI-023 UNI-024                 | タイプA c/w「STORY」 タイプB c/w「JUMP!!」 |
| 7  | 2019年5月28日  | First Love            |      |      |     | CD       | UNISON RECORDS | ダイキサウンド | UNI-027 UNI-028                 | タイプA c/w「雨のち晴れ」 タイプB c/w「secret code」 |
| 8  | 2020年2月25日  | Linking Smile         |      |      |     | CD       | UNISON RECORDS | ダイキサウンド | UNI-035 UNI-036                 | タイプA c/w「コイハナビ」「背中を向けて」 タイプB c/w「断然☆君恋」「背中を向けて」                                                                                |
| 9  | 2021年8月25日  | 放課後トレイン        |      |      |     |          | UNISON RECORDS | ダイキサウンド | UNI-042 UNI-043                 | タイプA c/w「カレンダー」「wonderful color」 タイプB c/w「カレンダー」「First Love」                                                                              |
| 10 | 2022年4月19日  | 夢のアウトライン      |      |      |     | CD       | UNISON RECORDS | ダイキサウンド | UNI-048 UNI-049                 | タイプA c/w「story」 タイプB c/w「セピア」 |

#### アルバム
|   | リリース日     | タイトル | 販売形態 | 発売元         | 販売元         | 規格品番        | 収録曲 |
| - | -------------- | -------- | -------- | -------------- | -------------- | --------------- | --- |
| 1 | 2017年12月13日 | THE BEST | CD       | UNISON RECORDS | ダイキサウンド | UNI-015 UNI-016 | タイプA コイハナビ / SUMMER Reason / 君への5cm / ハートの交換 / Snowdrop / さよならの並木道 / はじめまして / Rainbow / サマークチュール / ドンマイ / セピア タイプB コイハナビ / ワンチャン告白 / 放課後ホログラム / ハートの交換 / Pastel / Snowdrop / Happy Date / はじめまして / Rainbow / ドンマイ / セピア |

#### その他
- 大合奏!バンドブラザーズP “遊べる動画”（2015年、任天堂） - ニンテンドー3DS用ソフトとして、『コイハナビ』『ワンチャン告白』を配信。[69][42][43][44][45]

### ライブ活動
ほぼ全てのメンバーが個人でも芸能活動をしているため、ライブ出演メンバーは常に変動する状況となっている。

※八城まゆ（是永真由）はユニット在籍中に名義を変更しているため、変更前(2015年3月30日)までは「是永」、変更後(2015年3月31日)からは「八城」で表記。

#### 1期生（2013年メンバー）加入後
| 日程               | 会場                            | 会場                                             | 名称                                                            | 出演メンバー                                                                   |
| ------------------ | ------------------------------- | ------------------------------------------------ | --------------------------------------------------------------- | ------------------------------------------------------------------------------ |
| 2013年11月16日(土) | 秋葉原 カルチャーズ劇場         |                                                  | ヤンチャン学園お披露目ライブ                                    | 犬塚、大月、小田島、小山、白石、髙橋、高松、橋本、誉田、麻衣愛、百瀬、八尋、弓 |
| 2013年11月19日(火) | 渋谷 O-WEST                     |                                                  | GIRL'S BOX vol.5                                                | 大月、小田島、白石、髙橋、高松、誉田、麻衣愛、百瀬、八尋                       |
| 2013年11月21日(木) | 駒沢 オリンピック公園           |                                                  | 東京ラーメンショー2013                                          | 大月、小田島、小山、白石、髙橋、高松、誉田、麻衣愛                             |
| 2013年11月23日(土) | 駒沢 オリンピック公園           | 2部制                                            | 東京ラーメンショー2013                                          | 小田島、小山、白石、髙橋、高松、八尋                                           |
| 2013年11月24日(日) | 東京 キネマ倶楽部               |                                                  | GIRL'S BOX vol.6                                                | 小田島、小山、白石、高松、誉田、八尋                                           |
| 2013年12月1日(日)  | 東京 キネマ倶楽部               | 2部制                                            | Girl's Bomb!! 〜2013FINAL〜                                     | 大月、小田島、小山、白石、髙橋、高松、誉田、八尋                               |
| 2013年12月2日(月)  | 渋谷 マウントレーニアホール     |                                                  | IDOL SELECTION LIVE #1                                          | 大月、小田島、小山、白石、髙橋、高松、誉田、百瀬、八尋                         |
| 2013年12月11日(水) | 渋谷 O-WEST                     |                                                  | GIRL'S BOX vol.7                                                | 小田島、小山、白石、髙橋、高松、誉田、八尋                                     |
| 2013年12月19日(木) | 秋葉原 カルチャーズ劇場         |                                                  | ヤンチャン学園音楽部ライブ                                      | 小田島、小山、白石、髙橋、高松、百瀬、八尋                                     |
| 2013年12月30日(月) | 秋葉原 カルチャーズ劇場         | 大月、小田島、白石、髙橋、高松、誉田、百瀬、八尋 | ヤンチャン学園音楽部ライブ                                      |                                                                                |
| 2014年1月12日(日)  | 渋谷 O-WEST                     |                                                  | GIRL'S BOX vol.9                                                | 大月、小山、高松、誉田、八尋                                                   |
| 2014年1月27日(月)  | 渋谷 O-EAST                     |                                                  | GIRL'S BOMB!! 〜MONDAY SPACIAL〜                                | 大月、小田島、小山、髙橋、高松、誉田、百瀬、八尋                               |
| 2014年2月8日(土)   | 秋葉原 TwinBox                  |                                                  | GIRLS MUSIC SQUARE @Twin Box                                    | 大月、小山、髙橋、高松、八尋                                                   |
| 2014年2月11日(火)  | 秋葉原 TwinBox                  |                                                  | TwinBoxIDOLParty 〜無銭スペシャルVol.7〜                        | 小田島、小山、髙橋、高松、誉田、百瀬                                           |
| 2014年2月13日(木)  | 渋谷 O-EAST                     |                                                  | GIRL'S BOMB!! 〜緊急決定！バレンタインイブ SPECIAL LIVE〜       | 大月、小山、髙橋、高松、百瀬、八尋                                             |
| 2014年2月15日(土)  | 上野 BRASH                      |                                                  | GIRLS INFINITY                                                  | 大月、小山、髙橋、高松、百瀬、八尋                                             |
| 2014年2月16日(日)  | 東京 FM HALL                    |                                                  | iPopステーション ライブ vol.7                                   | 大月、小田島、髙橋、高松、百瀬、八尋                                           |
| 2014年2月22日(土)  | 秋葉原 TwinBox                  |                                                  | アイドルスタジアムin秋葉原                                      | 髙橋、高松、百瀬、八尋                                                         |
| 2014年2月24日(月)  | 渋谷 O-WEST                     |                                                  | GIRL'S BOX vol.10                                               | 小山、髙橋、高松、百瀬、八尋                                                   |
| 2014年3月1日(土)   | 新宿 Birth                      | 2部制                                            | TOKYO IDOL SHOWCASE V2.5                                        | 小山、髙橋、高松、百瀬、八尋                                                   |
| 2014年3月1日(土)   | 六本木 モーフ東京               |                                                  | ぬくもりLive 〜青年館まで残り一か月！全力青春して駆け抜けろ編〜 | 小山、髙橋、高松、百瀬、八尋                                                   |
| 2014年3月2日(日)   | 上野 BRASH                      | 2部制                                            | GIRLS MUSIC SQUARE                                              | 髙橋、高松、八尋                                                               |
| 2014年3月8日(土)   | 秋葉原 TwinBox                  | 2部制                                            | GIRLS MUSIC SQUARE                                              | 大月、小山、髙橋、高松、誉田、百瀬、八尋                                       |
| 2014年3月9日(日)   | 渋谷 AX                         |                                                  | アイドルスタジアムin SHIBUYA-AX                                 | 大月、小山、髙橋、高松、誉田、百瀬、八尋                                       |
| 2014年3月13日(木)  | 渋谷 O-EAST                     |                                                  | GIRL'S BOMB!! 〜緊急決定！ホワイトデーイブ SPECIAL LIVE〜       | 大月、小田島、小山、髙橋、高松、百瀬、誉田                                     |
| 2014年3月15日(土)  | 渋谷 aube                       | 2部制                                            | GIRLS MUSIC SQUARE                                              | 大月、小田島、小山、髙橋、高松                                                 |
| 2014年3月16日(日)  | 上野 BRASH                      |                                                  | GIRLSINFINITY 1500SP!!                                          | 大月、小田島、髙橋、高松、誉田                                                 |
| 2014年3月16日(日)  | 大塚 Hearts＋                   |                                                  | Betty's Collection Vol.2                                        | 大月、小田島、髙橋、高松、誉田                                                 |
| 2014年3月21日(金)  | 名古屋 M.I.D                    |                                                  | 京都歌姫絵巻春の陣 × idolwave2014Spring 合同プレイベント        | 犬塚、小山、髙橋、誉田、麻衣愛、百瀬、弓                                       |
| 2014年3月22日(土)  | 名古屋 CLUB OZON                |                                                  | idolwave 2014Spring                                             | 小山、髙橋、高松、誉田、八尋                                                   |
| 2014年3月23日(日)  | 京都 KBSホール                  |                                                  | 京都歌姫絵巻 春の陣                                             | 小山、髙橋、高松、誉田、百瀬、八尋                                             |
| 2014年3月29日(土)  | 東京 キネマ倶楽部               | 2部制                                            | いざ！アイドル革命 〜日本列島が織り成す IDOL REVOLUTION         | 小田島、小山、髙橋、高松、八尋                                                 |
| 2014年3月30日(日)  | 柏 サンブアップ                 | 2部制                                            | GIRLS MUSIC SQUARE                                              | 小山、髙橋、高松、誉田、八尋(2部のみ)                                          |
| 2014年3月31日(月)  | 秋葉原 TwinBox                  |                                                  | GIRLS MUSIC SQUARE 年度末大感謝イベント                         | 髙橋、高松、百瀬                                                               |
| 2014年4月1日(火)   | 秋葉原 TwinBox                  | 2部制                                            | JuliaHouse Tuesday Live                                         | 大月、小田島、高松、百瀬                                                       |
| 2014年4月5日(土)   | 渋谷 O-EAST                     |                                                  | GIRL'S BOMB!! 〜SPRING FESTIVAL〜                               | 大月、小田島、髙橋、高松、誉田、麻衣愛、八尋                                   |
| 2014年4月7日(月)   | 渋谷 O-WEST                     |                                                  | GIRL'S BOMB!! 〜応援会〜                                        | 大月、髙橋、高松、誉田、百瀬                                                   |
| 2014年4月8日(火)   | 秋葉原 TwinBox                  | 2部制                                            | JuliaHouse Tuesday Live                                         | 大月、髙橋、高松、百瀬                                                         |
| 2014年4月12日(土)  | 秋葉原 TwinBox                  |                                                  | GIRLS MUSIC SQUARE                                              | 小山、髙橋、高松、誉田                                                         |
| 2014年4月12日(土)  | 上野 BRASH                      |                                                  | GIRLS INFINITY 1500SP!!                                         | 小山、髙橋、高松、誉田                                                         |
| 2014年4月15日(火)  | 秋葉原 TwinBox                  | 2部制                                            | JuliaHouse Tuesday Live                                         | 小山、髙橋、高松、百瀬、八尋                                                   |
| 2014年4月18日(金)  | 渋谷 duo                        |                                                  | アイドル合戦！We are the D.D Fes!                               | 小山、髙橋、高松、誉田                                                         |
| 2014年4月20日(日)  | 上野 BRASH                      |                                                  | GIRLS INFINITY                                                  | 小田島、小山、髙橋、高松、誉田                                                 |
| 2014年4月22日(火)  | 秋葉原 TwinBox                  | 2部制                                            | JuliaHouse Tuesday Live                                         | 小山、髙橋、高松、百瀬、八尋                                                   |
| 2014年4月23日(水)  | 渋谷 O-EAST                     |                                                  | SEKIGAHARA IDOL WARS+ GIRLS BOX VOL.11                          | 小田島、小山、髙橋、高松、誉田                                                 |
| 2014年4月27日(日)  | 上野 BRASH                      | 2部制                                            | GIRLS MUSIC SQUARE                                              | 犬塚、大月、小田島、髙橋、高松、八尋、弓                                       |
| 2014年5月3日(土)   | 渋谷 O-WEST                     |                                                  | SEKIGAHARA IDOL WARS+ GIRL'S BOMB!! 〜GWSP〜                    | 小田島、小山、髙橋、高松、誉田、百瀬、八尋                                     |
| 2014年5月3日(土)   | 上野 BRASH                      |                                                  | SEKIGAHARA IDOL WARS+ GIRL'S MUSIC SQUARE 1500SP!!              | 大月、小田島、小山、髙橋、高松、誉田、八尋                                     |
| 2014年5月4日(日)   | 秋葉原 TwinBox                  |                                                  | SEKIGAHARA IDOL WARS+ GIRL'S MUSIC SQUARE GW拡大版              | 小田島、髙橋、高松、誉田                                                       |
| 2014年5月6日(火)   | 秋葉原 TwinBox                  | 2部制                                            | JuliaHouse Tuesday Live                                         | 小山、髙橋、高松、百瀬                                                         |
| 2014年5月10日(土)  | 入間 三井アウトレットパーク     |                                                  | HMV Presents 入間アイドルLIVE!!                                 | 髙橋、高松、百瀬                                                               |
| 2014年5月11日(日)  | 上野 BRASH                      | 2部制                                            | GIRLS INFINITY                                                  | 髙橋、高松、百瀬                                                               |
| 2014年5月13日(火)  | 秋葉原 TwinBox                  | 2部制                                            | JuliaHouse Tuesday Live                                         | 小山、髙橋、高松、百瀬                                                         |
| 2014年5月17日(土)  | 上野 BRASH                      |                                                  | JuliaHouse Presents 1000円SP                                    | 大月、髙橋、高松、百瀬                                                         |
| 2014年5月20日(火)  | 秋葉原 TwinBox                  | 2部制                                            | JuliaHouse Tuesday Live                                         | 大月、小山、髙橋、高松、百瀬                                                   |
| 2014年5月24日(土)  | 上野 BRASH                      |                                                  | JuliaHouse Presents 1000円SP                                    | 大月、髙橋、高松、百瀬                                                         |
| 2014年5月25日(日)  | 日本青年館                      |                                                  | TOKYO IDOL SHOWCASE V3 SPRING BLOOM SP                          | 大月、小山、髙橋、高松、百瀬、誉田、八尋                                       |
| 2014年5月29日(木)  | 浜松町 文化放送サテライトプラス | 2部制                                            | 「コイハナビ」リリースイベント                                  | 大月、小山、髙橋、高松、百瀬                                                   |
| 2014年6月1日(日)   | 秋葉原カルチャーズ劇場          |                                                  | GIRLS BOX VOL.11                                                | 小山、髙橋、高松、百瀬、八尋                                                   |

#### 2期生（2014年メンバー）加入後
| 日程               | 会場                         | 会場                                                       | 名称                                                                                | 出演メンバー                                                                                                   |
| ------------------ | ---------------------------- | ---------------------------------------------------------- | ----------------------------------------------------------------------------------- | --- |
| 2014年6月1日(日)   | 秋葉原 カルチャーズ劇場      |                                                            | ファイナリストお披露目イベント ＆プレス発表会                                       | 茜、あがりえ、和泉、一戸、加藤、是永、白井、のんの、葉月、宮本、三輪、森、若木                                 |
| 2014年6月5日(木)   | 下北沢 SFMホール             |                                                            | 「コイハナビ」発売記念番組                                                          | 高松、誉田、百瀬                                                                                               |
| 2014年6月7日(土)   | 上野 BRASH                   |                                                            | 悪魔の生まれた日〜後夜祭〜                                                          | 髙橋、高松、百瀬、是永、のんの                                                                                 |
| 2014年6月9日(月)   | 渋谷 O-EAST                  |                                                            | SEKIGAHARA IDOL WARS+アイドル大感謝祭2014〜ロックの日なのにアイドルやります！〜     | 高松、誉田、百瀬、あがりえ、是永、のんの、葉月、若木                                                           |
| 2014年6月9日(月)   | 渋谷 O-WEST                  |                                                            | SEKIGAHARA IDOL WARS+アイドル大感謝祭2014〜ロックの日なのにアイドルやります！〜     | 高松、誉田、百瀬、あがりえ、是永、のんの、葉月、若木                                                           |
| 2014年6月10日(火)  | 秋葉原 TwinBox               | 2部制                                                      | JuliaHouse Tuesday Live                                                             | 髙橋、誉田、是永、のんの、森、若木                                                                             |
| 2014年6月14日(土)  | 宮城 七ヶ浜国際村            | 2部制                                                      | SEKIGAHARA IDOL WARS+ 〜Girls-natioN フェスティバル2014〜                           | 高松、誉田、百瀬、八尋、是永、のんの、森、若木                                                                 |
| 2014年6月15日(日)  | 宮城 日立システムズホール    |                                                            | SEKIGAHARA IDOL WARS+ 〜Girls-natioN フェスティバル2014〜                           | 高松、誉田、百瀬、八尋、是永、のんの、森、若木                                                                 |
| 2014年6月17日(火)  | 秋葉原 TwinBox               | 2部制                                                      | JuliaHouse Tuesday Live                                                             | 小山、髙橋、百瀬、あがりえ、若木                                                                               |
| 2014年6月18日(水)  | 渋谷 O-EAST                  |                                                            | SEKIGAHARA IDOL WARS2014予戦会 江戸の陣 - 大決戦 -                                  | 小山、髙橋、高松、誉田、八尋、一戸、是永、葉月                                                                 |
| 2014年6月22日(日)  | 上野 BRASH                   |                                                            | GIRLS MUSIC SQUARE                                                                  | 高松、茜、あがりえ、和泉、一戸、是永、白井、のんの、若木                                                       |
| 2014年6月24日(火)  | 秋葉原 TwinBox               | 2部制                                                      | JuliaHouse Tuesday Live                                                             | 小山、髙橋、百瀬、あがりえ、茜、和泉、一戸、是永、のんの、若木                                                 |
| 2014年6月27日(金)  | 上野 BRASH                   |                                                            | GIRLS INFINITY                                                                      | 高松、八尋、あがりえ、茜、和泉、一戸、是永、のんの、葉月、若木                                                 |
| 2014年6月29日(日)  | 上野 BRASH                   |                                                            | GIRLS MUSIC SQUARE 1000円SP!!                                                       | 茜、和泉、一戸、是永、白井、のんの、若木                                                                       |
| 2014年7月4日(金)   | 渋谷 O-WEST                  |                                                            | SEKIGAHARA IDOL WARS＋ GIRLS BOX VOL12                                              | 高松、誉田、八尋、あがりえ、一戸、是永、のんの、葉月、若木                                                     |
| 2014年7月5日(土)   | 上野 BRASH                   |                                                            | 緊急決定！GIRLS INFINITY ３部                                                       | 高松、八尋、あがりえ、和泉、是永、のんの、葉月、若木                                                           |
| 2014年7月6日(日)   | 上野 BRASH                   | 2部制                                                      | GIRLS MUSIC SQUARE                                                                  | 誉田、和泉、一戸、是永、白井、のんの、葉月（2部のみ）、三輪、若木                                              |
| 2014年7月8日(火)   | 秋葉原 TwinBox               | 2部制                                                      | JuliaHouse Tuesday Live                                                             | 高松、誉田、八尋、あがりえ、和泉、是永、のんの、葉月、三輪、若木                                               |
| 2014年7月12日(土)  | 千葉 九十九里浜 太陽の里     |                                                            | 九十九里どうでしょう                                                                | 小田島、高松、誉田、あがりえ、和泉                                                                             |
| 2014年7月13日(日)  | 柏 サンブアップ              | 2部制                                                      | GIRLS MUSIC SQUARE                                                                  | 高松、誉田、茜、和泉、一戸、是永、白井、のんの                                                                 |
| 2014年7月15日(火)  | 秋葉原 TwinBox               | 2部制                                                      | JuliaHouse Tuesday Live                                                             | 高松、誉田、百瀬、八尋、あがりえ、葉月、三輪                                                                   |
| 2014年7月20日(日)  | 岐阜 CLUB GROOVE             | 2部制                                                      | 関ケ原前夜祭<東の宴> ＆いざ関ケ原、最終大決戦！関ケ原前夜祭<西の宴>                 | 小田島、高松、誉田、百瀬、八尋 あがりえ、和泉、白井、のんの、若木                                              |
| 2014年7月21日(月)  | 岐阜 桃配運動公園            | 2部制                                                      | SEKIGAHARA IDOL WARS 2014 〜関ヶ原唄姫合戦〜                                        | 小田島、高松、誉田、百瀬、八尋 あがりえ、和泉、白井、のんの、若木                                              |
| 2014年7月27日(日)  | 上野 BRASH                   | 2部制                                                      | GIRLS MUSIC SQUARE                                                                  | 高松、茜、和泉、是永、葉月、若木                                                                               |
| 2014年7月28日(月)  | 渋谷 O-EAST                  |                                                            | O-EAST ワンコインライブ                                                             | 高松、誉田、百瀬、茜、あがりえ、和泉、一戸、のんの、葉月、若木                                                 |
| 2014年8月2日(土)   | 台場 青海特設会場            | 2部制                                                      | TOKYO IDOL FESTIVAL 2014                                                            | 犬塚、小田島、髙橋、高松、誉田、百瀬、八尋、茜、あがりえ、和泉、是永、白井、のんの、葉月、若木                 |
| 2014年8月3日(日)   | 台場 青海特設会場            |                                                            | TOKYO IDOL FESTIVAL 2014                                                            | 犬塚、小田島、髙橋、高松、誉田、百瀬、八尋、茜、あがりえ、和泉、是永、白井、のんの、葉月、若木                 |
| 2014年8月5日(火)   | 秋葉原 TwinBox               | 2部制                                                      | JuliaHouse Tuesday Live                                                             | 茜、あがりえ、和泉、葉月、のんの                                                                               |
| 2014年8月9日(土)   | 名古屋 M.I.D                 |                                                            | M.I.D 1stAnniversary GIRLS BOX VOL.12                                               | 犬塚、高松、誉田、百瀬、あがりえ、和泉、のんの、三輪、若木                                                     |
| 2014年8月10日(日)  | 名古屋 M.I.D                 | 犬塚、高松、誉田、百瀬、あがりえ、和泉、のんの、三輪、若木 | M.I.D 1stAnniversary GIRLS BOX VOL.12                                               | |
| 2014年8月12日(火)  | 秋葉原 TwinBox               | 2部制                                                      | JuliaHouse Tuesday Live                                                             | 百瀬、あがりえ、和泉、一戸、のんの、三輪、若木                                                                 |
| 2014年8月13日(水)  | 三浦海岸                     |                                                            | ミニライブ＆オフ会＠夏小屋                                                          | 高松、あがりえ、和泉、一戸、白井、のんの、三輪、若木                                                           |
| 2014年8月17日(日)  | 新宿 ReNY                    | 2部制                                                      | GIRLS BOMB!! 〜真夏の祭典〜 1＆2部                                                  | 小田島、高松、百瀬（1部のみ）、和泉、一戸、加藤、白井、のんの、葉月（2部のみ）、若木                           |
| 2014年8月18日(月)  | 新宿 ReNY                    |                                                            | GIRLS BOMB!! 〜真夏の祭典〜 後夜祭                                                  | 小田島、高松、百瀬、和泉、一戸、のんの、若木                                                                   |
| 2014年8月19日(火)  | 秋葉原 TwinBox               |                                                            | JuliaHouse Tuesday Live                                                             | 百瀬、あがりえ、一戸、のんの、若木                                                                             |
| 2014年8月23日(土)  | 赤坂 BLITZ                   |                                                            | アイドルスタジアム in 赤坂 BLITZ 〜BS-TBSサマーパーティー2014〜                     | 小田島、高松、誉田、百瀬、八尋、 あがりえ、一戸、是永、白井、のんの、若木                                      |
| 2014年8月26日(火)  | 秋葉原 TwinBox               | 2部制                                                      | JuliaHouse Tuesday Live                                                             | 小田島、高松、百瀬、八尋、茜、あがりえ、和泉、一戸、のんの、葉月、若木                                         |
| 2014年8月31日(日)  | 秋葉原カルチャーズ劇場       |                                                            | GIRLS BOX VOL.13                                                                    | 犬塚、小田島、百瀬、高松、誉田、八尋、茜、あがりえ、和泉、一戸、加藤、是永、白井、のんの、葉月、三輪、若木     |
| 2014年8月31日(日)  | 秋葉原カルチャーズ劇場       |                                                            | ヤンチャン学園音楽部 第一回単独発表会＆ ヤンチャン学園卒業式                        | 犬塚、小田島、百瀬、高松、誉田、八尋、弓、茜、あがりえ、和泉、一戸、加藤、是永、白井、のんの、葉月、三輪、若木 |
| 2014年9月2日(火)   | 秋葉原 TwinBox               | 2部制                                                      | JuliaHouse Tuesday Live                                                             | 一戸、のんの、葉月、三輪、若木                                                                                 |
| 2014年9月5日(金)   | 押上 WALLOP放送局            |                                                            | ファンクラブマスターズ                                                              | 百瀬、一戸、三輪、若木                                                                                         |
| 2014年9月7日(日)   | 新木場 STUDIO COAST          | 2部制                                                      | TOKYO IDOL WARS                                                                     | 高松、茜、あがりえ、一戸、是永、のんの、三輪、若木                                                             |
| 2014年9月9日(火)   | 秋葉原 TwinBox               | 2部制                                                      | JuliaHouse Tuesday Live                                                             | 茜、あがりえ、一戸、のんの、葉月、三輪、若木                                                                   |
| 2014年9月12日(金)  | 渋谷 O-EAST                  |                                                            | GIRLS BOX VOL.15                                                                    | 高松、百瀬、茜、あがりえ、和泉、一戸、のんの、葉月、三輪、若木                                                 |
| 2014年9月13日(土)  | 上野 BRASH                   | 2部制                                                      | GIRLS MUSIC SQUARE                                                                  | あがりえ、和泉、一戸、加藤、のんの、若木                                                                       |
| 2014年9月14日(日)  | 柏 サンブアップ              | 2部制                                                      | GIRLS MUSIC SQUARE                                                                  | 高松、茜、一戸、加藤、白井、のんの、三輪、若木                                                                 |
| 2014年9月15日(月)  | 台場 Zepp DiverCity          |                                                            | GIRL'S BOMB!!〜秋の大感謝祭〜                                                       | 高松、百瀬、茜、あがりえ、一戸、加藤、是永、白井、のんの、三輪、若木                                           |
| 2014年9月15日(月)  | 新宿 BLAZE                   |                                                            | IDOL CONCERT EXPO                                                                   | 高松、百瀬、茜、あがりえ、一戸、加藤、是永、白井、のんの、三輪、若木                                           |
| 2014年9月16日(火)  | 秋葉原 TwinBox               | 2部制                                                      | JuliaHouse Tuesday Live                                                             | 百瀬、あがりえ、和泉、のんの、葉月、若木                                                                       |
| 2014年9月21日(日)  | 上野 BRASH                   | 2部制                                                      | GIRLS MUSIC SQUARE                                                                  | 百瀬、和泉、加藤、是永、白井、葉月、三輪、若木                                                                 |
| 2014年9月22日(月)  | 渋谷 O-EAST                  |                                                            | SHIBUYA GIRLS FESTIVAL 2014                                                         | 高松、あがりえ、和泉、一戸、のんの、三輪、若木                                                                 |
| 2014年9月23日(火)  | 秋葉原 TwinBox               | 2部制                                                      | GIRLS MUSIC SQUARE                                                                  | 高松、和泉、一戸（2部のみ）、のんの、三輪、若木                                                                |
| 2014年9月27日(土)  | 新宿 ReNY                    |                                                            | SHADOW MIX vol.1                                                                    | 高松、百瀬、あがりえ、一戸、加藤、是永、のんの、若木                                                           |
| 2014年9月28日(日)  | 新宿 ReNY                    |                                                            | GIRLS BOX VOL.16                                                                    | 高松、百瀬、一戸（ライブのみ）、加藤、葉月、三輪、若木                                                         |
| 2014年9月30日(火)  | 秋葉原 TwinBox               | 2部制                                                      | JuliaHouse Tuesday Live                                                             | 高松、百瀬、あがりえ、のんの、若木                                                                             |
| 2014年10月3日(金)  | 上野 BRASH                   |                                                            | GIRLS INFINITY Final Chapter 2                                                      | 高松、あがりえ、和泉、のんの、葉月、三輪、若木                                                                 |
| 2014年10月5日(日)  | 台場 レインボータウン        |                                                            | アイドルスタジアム@痛Gふぇすた                                                      | ※雨天中止 |
| 2014年10月5日(日)  | 新木場 STUDIO COAST          | 2部制                                                      | WANGAN IDOL SUMMIT 2014                                                             | ※雨天により公演変更あり 高松、百瀬、あがりえ、和泉、是永、のんの、三輪、若木                                   |
| 2014年10月7日(火)  | 秋葉原 TwinBox               | 2部制                                                      | 第1回ヤンチャン学園音楽部定期発表会                                                 | 誉田、あがりえ、和泉、のんの、葉月、若木                                                                       |
| 2014年10月11日(土) | 上野 BRASH                   |                                                            | GIRLS MUSIC SQUARE                                                                  | 百瀬、あがりえ、是永、白井、のんの、若木                                                                       |
| 2014年10月11日(土) | 新宿 BLAZE                   |                                                            | IDOL CONTENT EXPO @ 新宿BLAZE Vol.5〜秋のアイドル大収穫祭〜                         | 百瀬、あがりえ、是永、白井、のんの、若木                                                                       |
| 2014年10月12日(日) | 秋葉原 TwinBox               | 2部制                                                      | GIRLS MUSIC SQUARE                                                                  | 和泉、のんの、若木                                                                                             |
| 2014年10月13日(月) | 上野 BRASH                   |                                                            | GIRLS MUSIC SQUARE                                                                  | 和泉、是永、のんの、葉月、若木                                                                                 |
| 2014年10月14日(火) | 秋葉原 TwinBox               | 2部制                                                      | 第2回ヤンチャン学園音楽部定期発表会〜スポーツの秋・体育祭Ver.〜                     | 誉田、あがりえ、のんの、葉月、若木                                                                             |
| 2014年10月18日(土) | 甲府 GAZ KOFU                | 2部制                                                      | GAZ IDOL FES VOL.1 〜「甲府大好き祭り」に乗っかります！〜                           | 高松、百瀬、加藤、のんの、葉月、若木                                                                           |
| 2014年10月21日(火) | 秋葉原 TwinBox               | 2部制                                                      | 第3回ヤンチャン学園音楽部定期発表会〜放課後〔私服〕Ver. 制服から着替えたら〜        | 高松、誉田（1部のみ）、あがりえ、是永、のんの、三輪、若木                                                      |
| 2014年10月26日(日) | 上野 BRASH                   |                                                            | GIRLS INFINITY FINAL〜最初で最後の超特大版〜                                        | 高松、あがりえ、一戸、白井、のんの、三輪、若木                                                                 |
| 2014年10月28日(火) | 秋葉原 TwinBox               | 2部制                                                      | 第4回ヤンチャン学園音楽部定期発表会〜ハロウィン!仮装Ver.〜                          | 高松、誉田、あがりえ、和泉（2部のみ）、一戸、是永、のんの、三輪（2部のみ）、若木                               |
| 2014年11月1日(土)  | 秋葉原 TwinBox               | 2部制                                                      | GIRLS MUSIC SQUARE                                                                  | あがりえ、和泉、是永、若木                                                                                     |
| 2014年11月2日(日)  | 名古屋 久屋大通公園          |                                                            | idolwave 2014DX                                                                     | 高松、誉田、百瀬、加藤、白井、のんの、葉月                                                                     |
| 2014年11月3日(月)  | 名古屋 RAD HALL              |                                                            | IDOL SUMMIT Vol.127×アイドルドランカー                                              | 高松、誉田、百瀬、加藤、白井、のんの、葉月                                                                     |
| 2014年11月4日(火)  | 秋葉原 TwinBox               | 2部制                                                      | 第5回ヤンチャン学園音楽部定期発表会 〜芸術の秋 アートで勝負Ver.〜                   | 高松、誉田、百瀬、あがりえ、和泉、是永、のんの、三輪、若木                                                     |
| 2014年11月8日(土)  | 柏 PALOOZA                   |                                                            | ライブトラベリング2014                                                              | 高松、百瀬、あがりえ、白井、三輪、若木                                                                         |
| 2014年11月8日(土)  | 秋葉原 TwinBox               |                                                            | GIRLS MUSIC SQUARE                                                                  | 高松、百瀬、あがりえ、白井、三輪、若木                                                                         |
| 2014年11月11日(火) | 秋葉原 TwinBox               | 2部制                                                      | 第6回ヤンチャン学園音楽部定期発表会〜11月11日ワンワンワンワンワンちゃん告白！Ver.〜 | 高松、百瀬、あがりえ、和泉、のんの、三輪、若木                                                                 |
| 2014年11月14日(金) | さいたま新都心 HEAVEN'S ROCK |                                                            | ライブトラベリング2014 四谷三丁目発〜未来列車 走れめぇ〜ん！                        | 高松、百瀬、あがりえ、和泉、のんの、若木                                                                       |
| 2014年11月16日(日) | 秋葉原 TwinBox               |                                                            | TwinBox IDOL Party スペシャル25                                                     | 加藤、白井、三輪、若木                                                                                         |
| 2014年11月18日(火) | 秋葉原 TwinBox               | 2部制                                                      | 第7回ヤンチャン学園音楽部定期発表会〜秋深し、食欲も全開!グルメ対決Ver.〜            | 高松、誉田（2部のみ）、あがりえ、和泉、のんの、葉月（2部のみ）、若木                                           |
| 2014年11月22日(土) | 品川 ステラボール            |                                                            | 日本ツインテールフェスティバル2014 Vol.1                                            | 高松、誉田、百瀬、あがりえ、和泉、のんの、葉月、三輪、若木                                                     |
| 2014年11月23日(日) | 秋葉原 TwinBox               | 2部制                                                      | GIRLS MUSIC SQUARE                                                                  | ※出演取り消し                                                                                                  |
| 2014年11月24日(月) | 新宿 ReNY                    | 2部制                                                      | GIRLS BOX VOL.17 1部                                                                | 高松、誉田、百瀬、和泉、のんの、葉月、若木                                                                     |
| 2014年11月25日(火) | 秋葉原 TwinBox               | 2部制                                                      | ヤンチャン学園音楽部定期発表会                                                      | あがりえ、和泉、葉月                                                                                           |
| 2014年11月30日(日) | 新木場 STUDIO COAST          | 2部制                                                      | TOKYO IDOL WARS 2014〜大江戸唄姫合戦〜                                              | 高松、百瀬、あがりえ、和泉、加藤、是永（2部のみ）、のんの、若木                                                |
| 2014年12月2日(火)  | 秋葉原 TwinBox               | 2部制                                                      | 第8回ヤンチャン学園音楽部定期発表会〜ヤンチャン悩み相談室 保健室Ver.〜              | 高松、のんの、三輪、若木                                                                                       |
| 2014年12月9日(火)  | 秋葉原 TwinBox               | 2部制                                                      | 第9回ヤンチャン学園音楽部定期発表会〜音楽部スペシャルステージ増量版〜               | 高松、百瀬、あがりえ、和泉、のんの、葉月、若木                                                                 |
| 2014年12月10日(水) | 新宿 ReNY                    |                                                            | GIRLS BOX VOL.19                                                                    | 高松、誉田、百瀬、あがりえ、和泉、加藤、のんの、葉月、若木                                                     |
| 2014年12月16日(火) | 秋葉原 TwinBox               | 2部制                                                      | 第10回ヤンチャン学園音楽部定期発表会〜ヤンチャン学園カフェVer.〜                    | 高松、百瀬、あがりえ、和泉、是永、のんの、葉月、若木                                                           |
| 2014年12月19日(金) | 新宿 BLAZE                   |                                                            | ライブトラベリング2014 四谷三丁目発〜未来列車 走れめぇ〜ん!                         | 高松、百瀬、あがりえ、和泉、是永、のんの、若木                                                                 |
| 2014年12月21日(日) | 新木場 STUDIO COAST          | ３部制                                                     | Girl's Bomb!! 〜今年もありがとうございました! 年末大大感謝スペシャル〜              | 高松、百瀬日(野外、1回目物販のみ参加)、是永、白井、のんの、若木                                                |
| 2014年12月23日(火) | 秋葉原 TwinBox               | 2部制                                                      | ヤンチャン学園音楽部定期発表会FINAL 〜ラストはクリスマスSP!!〜                      | 高松、百瀬、和泉、白井、のんの、葉月、若木                                                                     |
| 2014年12月26日(金) | 渋谷 O-EAST                  |                                                            | アイドル大感謝祭2014〜聖なる後夜祭〜                                                | 高松、百瀬、あがりえ、和泉、のんの、若木                                                                       |
| 2014年12月27日(土) | 甲府 GAZ KOFU                |                                                            | GAZ IDOL FES VOL.3                                                                  | 高松、百瀬、あがりえ、和泉、のんの、若木                                                                       |
| 2014年12月28日(日) | 名古屋 M.I.D                 |                                                            | GIRL'S BOX VOL.20〜20回目の記念は名古屋！〜                                         | 高松、百瀬、加藤、のんの、若木                                                                                 |
| 2014年12月30日(火) | 台場 ZEPP TOKYO              |                                                            | FiveStars2014 FINAL supported by NHKオンデマンド ご当地アイドルコレクション         | 高松、誉田、百瀬、あがりえ、和泉、のんの、葉月、若木                                                           |
| 2014年12月30日(火) | 新木場 STUDIO COAST          |                                                            | FiveStars2014 FINAL supported by NHKオンデマンド ご当地アイドルコレクション         | 高松、誉田、百瀬、あがりえ、和泉、のんの、葉月、若木                                                           |
| 2015年1月12日(月)  | 東京 キネマ倶楽部            |                                                            | GIRLS×GIRLS×GIRLS                                                                   | 高松、誉田、あがりえ、和泉、是永、のんの、若木                                                                 |
| 2015年1月12日(月)  | 目黒 鹿鳴館                  |                                                            | music power I doll                                                                  | 高松、誉田、あがりえ、和泉、是永、のんの、若木                                                                 |
| 2015年1月17日(土)  | 秋葉原 ドラッグ&カフェ       |                                                            | GIRLS REVOLUTION @アキドラ                                                          | あがりえ、和泉、是永、のんの、若木                                                                             |
| 2015年1月17日(土)  | 水道橋 シアターGロッソ       |                                                            | LOVE MAX祭2015                                                                      | あがりえ、和泉、是永、のんの、若木                                                                             |
| 2015年1月18日(日)  | 水道橋 シアターGロッソ       |                                                            | LOVE MAX祭2015                                                                      | 高松、誉田、百瀬、あがりえ、加藤、是永、白井、のんの、若木                                                     |
| 2015年1月27日(火)  | 渋谷 O-NEST                  |                                                            | G☆Girls主催企画プライムナイト                                                       | 高松、誉田、和泉、是永、葉月                                                                                   |
| 2015年1月31日(土)  | 六本木 morph-tokyo           |                                                            | サムライムDAY＆Night☆ DiNity活動休止ワンマン SMILE☆FOREVER                          | 高松、百瀬、和泉、是永、のんの、葉月                                                                           |
| 2015年2月1日(日)   | 目黒 鹿鳴館                  | 2部制                                                      | TOKYO IDOL SHOWCASE                                                                 | あがりえ、和泉、是永、白井、のんの、若木                                                                       |
| 2015年2月7日(土)   | 新宿 BIRTH                   | 2部制                                                      | TOKYO IDOL SHOWCASE                                                                 | 百瀬、あがりえ、和泉、のんの、葉月、若木                                                                       |
| 2015年2月11日(水)  | 新宿 ReNY                    |                                                            | IDOL SUMMIT Vol.156                                                                 | 高松、誉田、百瀬、和泉、是永、のんの、葉月、若木                                                               |
| 2015年2月11日(水)  | 渋谷 duo                     |                                                            | FM-FUJI "GIRLS❤GIRLS❤GIRLS" 10th KISS!! valentine LIVE                              | 高松、誉田、百瀬、和泉、是永、のんの、葉月、若木                                                               |
| 2015年2月22日(日)  | 目黒 鹿鳴館                  |                                                            | one's precious time〜桐矢佳菜生誕〜                                                 | 高松、誉田、百瀬、和泉、のんの                                                                                 |
| 2015年2月22日(日)  | 新宿 スタジオアルタ          |                                                            | kawaiian TV LIVE                                                                    | 高松、誉田、百瀬、和泉、是永、のんの                                                                           |
| 2015年2月28日(土)  | 秋葉原 ドラッグ&カフェ       |                                                            | GIRLS REVOLUTION @アキドラ                                                          | 高松、誉田、百瀬、あがりえ、和泉、白井、のんの、若木                                                           |
| 2015年2月28日(土)  | 新宿 スタジオアルタ          |                                                            | FM-FUJI×BEAT LINE TV.2部                                                            | 高松、誉田、百瀬、あがりえ、和泉、白井、のんの、葉月、若木                                                     |
| 2015年3月1日(日)   | 大塚 Hearts＋                | 2部制                                                      | TOKYO IDOL SHOWCASE                                                                 | 高松、誉田、百瀬、和泉                                                                                         |
| 2015年3月7日(土)   | 東京 キネマ倶楽部            |                                                            | GIRLS×GIRLS×GIRLS                                                                   | 高松、百瀬、是永、若木                                                                                         |
| 2015年3月9日(月)   | 渋谷 duo                     |                                                            | duo SUPER LIVE 2015 vol.6                                                           | 高松、誉田、百瀬、あがりえ、加藤、是永、若木                                                                   |
| 2015年3月15日(日)  | 渋谷 マルイ                  |                                                            | セカンドシングル発売・発表プレスイベント                                            | 百瀬、誉田、あがりえ、和泉、是永、白井、葉月、若木                                                             |
| 2015年3月15日(日)  | 目黒 鹿鳴館                  |                                                            | music power I doll                                                                  | 高松、誉田、百瀬、あがりえ、和泉、是永、白井、葉月、若木                                                       |
| 2015年3月16日(月)  | 渋谷 O-nest                  |                                                            | LIVEプラス                                                                          | 高松、百瀬、和泉、是永、葉月                                                                                   |
| 2015年3月18日(水)  | 秋葉原 ドラッグ&カフェ       |                                                            | ヤンチャン学園音楽部 定期LIVE                                                       | 高松、誉田、百瀬、あがりえ、和泉、是永、葉月、若木                                                             |
| 2015年3月21日(土)  | 秋葉原 ドラッグ&カフェ       |                                                            | GIRLS REVOLUTION @アキドラ                                                          | 高松、百瀬、和泉、三輪、若木                                                                                   |
| 2015年3月25日(水)  | 秋葉原 ドラッグ&カフェ       |                                                            | ヤンチャン学園音楽部 定期LIVE                                                       | 高松、百瀬、あがりえ、和泉、若木                                                                               |
| 2015年3月25日(水)  | 水道橋 後楽園ホール          |                                                            | REINA女子プロレス「レッスルフェスト IN 後楽園」                                     | 高松、百瀬、あがりえ、和泉、若木                                                                               |
| 2015年3月28日(土)  | 秋葉原 ドラッグ&カフェ       |                                                            | 「第６回ミスヤングチャンピオン・オーディション」候補者応援イベント                  | 高松、和泉、是永、葉月                                                                                         |
| 2015年4月1日(水)   | 秋葉原 ドラッグ&カフェ       |                                                            | ヤンチャン学園音楽部 定期LIVE                                                       | 高松、百瀬、あがりえ、和泉、葉月、八城                                                                         |
| 2015年4月2日(木)   | 秋葉原 ベルサール            |                                                            | 秋葉原オクトーバーフェスト                                                          | 高松、百瀬、和泉、八城、若木                                                                                   |
| 2015年4月5日(日)   | 秋葉原 TwinboxGARAGE         |                                                            | スプリングChu♡bit 春日沙也加〜生誕祭〜                                              | 百瀬、和泉、三輪、若木                                                                                         |
| 2015年4月8日(水)   | 秋葉原 ドラッグ&カフェ       |                                                            | ヤンチャン学園音楽部 定期LIVE                                                       | 百瀬、あがりえ、和泉、葉月、三輪、八城、若木                                                                   |
| 2015年4月15日(水)  | 秋葉原 ドラッグ&カフェ       |                                                            | ヤンチャン学園音楽部 定期LIVE                                                       | 百瀬、あがりえ、和泉、八城、若木                                                                               |
| 2015年4月17日(金)  | 渋谷 O-EAST                  |                                                            | GIRLS REVOLUTION @渋谷O-EAST                                                        | 百瀬、あがりえ、和泉、三輪、八城、若木                                                                         |
| 2015年4月22日(水)  | 秋葉原 ドラッグ&カフェ       |                                                            | ヤンチャン学園音楽部 定期LIVE                                                       | 高松、百瀬、和泉、あがりえ、八城、若木                                                                         |
| 2015年4月24日(金)  | 渋谷 O-NEST                  |                                                            | Prime Night                                                                         | 高松、誉田、百瀬、あがりえ、和泉、八城、若木                                                                   |
| 2015年4月26日(日)  | 秋葉原 ドラッグ&カフェ       |                                                            | アキドラアイドルLIVE Vol.20                                                         | 高松、百瀬、葉月、八城                                                                                         |
| 2015年4月29日(水)  | 秋葉原 ドラッグ&カフェ       |                                                            | ヤンチャン学園音楽部 定期LIVE                                                       | 高松、百瀬、あがりえ、和泉、葉月、三輪、八城、若木                                                             |
| 2015年4月30日(木)  | 西梅田 スクエア              |                                                            | 2015 肉汁祭 全国どんぶりチャンピオン決定戦                                          | 高松、百瀬、あがりえ、八城、若木                                                                               |
| 2015年5月6日(水)   | 渋谷 duo                     |                                                            | FM-FUJI "GIRLS❤GIRLS❤GIRLS" LIVE in spring 2015                                     | 高松、誉田、あがりえ、若木                                                                                     |
| 2015年5月11日(月)  | 渋谷 DESEO                   |                                                            | SHIBUYA MUSIC POWER vol.2                                                           | 高松、誉田、あがりえ、八城                                                                                     |
| 2015年5月13日(水)  | 秋葉原 ドラッグ&カフェ       |                                                            | ヤンチャン学園音楽部 定期LIVE                                                       | 高松、百瀬、和泉、八城                                                                                         |
| 2015年5月15日(金)  | 品川 J-SQUARE                |                                                            | SEXY IDOL FESTIVAL                                                                  | 高松、百瀬、あがりえ、八城                                                                                     |
| 2015年5月20日(水)  | 秋葉原 ドラッグ&カフェ       |                                                            | ヤンチャン学園音楽部 定期LIVE                                                       | 百瀬、あがりえ、若木                                                                                           |
| 2015年5月26日(火)  | 新宿 ReNY                    |                                                            | ReNY SUPER LIVE 2015 vol.9 後編                                                     | あがりえ、和泉、葉月、八城、若木                                                                               |
| 2015年5月27日(水)  | 秋葉原 ドラッグ&カフェ       |                                                            | ヤンチャン学園音楽部 定期LIVE                                                       | 高松、百瀬、あがりえ、和泉、葉月、若木                                                                         |

#### 3期生（2015年メンバー）加入後
| 日程              | 会場                   | 会場 | 名称                                                             | 出演メンバー                                                                                                 |
| ----------------- | ---------------------- | ---- | ---------------------------------------------------------------- | --- |
| 2015年5月30日(土) | 秋葉原 ドラッグ&カフェ |      | 涙の卒業、そして新しい風                                         | 高松、誉田、百瀬、あがりえ、和泉、加藤、白井、葉月、八城、三輪、若木、アイシス、国友、潮田、辻村、森崎、若原 |
| 2015年5月31日(日) | 新木場 STUDIO COAST    |      | LIVEプラスFESTIVAL                                               | 高松、百瀬、あがりえ、白井、葉月、八城、三輪、若木                                                           |
| 2015年6月3日(水)  | 秋葉原 ドラッグ&カフェ |      | ヤンチャン学園音楽部 定期LIVE                                    | 百瀬、和泉、三輪                                                                                             |
| 2015年6月6日(土)  | 東京 キネマ倶楽部      |      | GIRLS×GIRLS×GIRLS                                                | 高松、百瀬、三輪、八城、若木                                                                                 |
| 2015年6月7日(日)  | 秋葉原 ドラッグ&カフェ |      | GIRLS REVOLUTION                                                 | 百瀬、葉月、三輪                                                                                             |
| 2015年6月10日(水) | 秋葉原 ドラッグ&カフェ |      | ヤンチャン学園音楽部 定期LIVE                                    | 百瀬、和泉、三輪、八城、若木                                                                                 |
| 2015年6月11日(木) | 新大久保 K-Stage O!    |      | ウタ娘公開収録                                                   | 高松、百瀬、和泉、葉月、若木                                                                                 |
| 2015年6月13日(土) | 新宿 ReNY              |      | ミューズアイドルコレクション                                     | 百瀬、葉月、若木                                                                                             |
| 2015年6月17日(水) | 秋葉原 ドラッグ&カフェ |      | ヤンチャン学園音楽部 定期LIVE                                    | 百瀬、和泉、葉月、三輪、若木                                                                                 |
| 2015年6月20日(土) | 渋谷 O-EAST            |      | YATSUI FESTIVAL!2015                                             | 高松、百瀬、葉月、三輪、若木                                                                                 |
| 2015年6月21日(日) | 渋谷 eggman            |      | COSMICBOX vol.6                                                  | 和泉、葉月、三輪、若木                                                                                       |
| 2015年6月24日(水) | 品川 J-SQUARE          |      | 品川SEIFUKUまつり（仮）vol.1                                     | 百瀬、和泉、葉月、若木                                                                                       |
| 2015年7月8日(水)  | 秋葉原 ドラッグ&カフェ |      | ヤンチャン学園音楽部 定期LIVE                                    | 高松、和泉、八城、アイシス、辻村、森崎                                                                       |
| 2015年7月9日(木)  | 池袋 シアター YES      |      | ウタ娘公開収録                                                   | 高松、葉月、八城、若木、アイシス、国友、潮田、辻村、森崎、若原                                               |
| 2015年7月15日(水) | 秋葉原 ドラッグ&カフェ |      | ヤンチャン学園音楽部 定期LIVE                                    | 高松、百瀬、葉月、八城、若木、アイシス、国友、辻村、森崎、若原                                               |
| 2015年7月15日(水) | 上野公園水上音楽堂     |      | JPSガールズボイス ベルサス W夏フェス〜UENO IDOL PARTY PARK !!!〜 | 高松、百瀬、葉月、八城、若木、アイシス、国友、辻村、森崎、若原                                               |
| 2015年7月18日(土) | 平和島 BIG FUN         |      | BIG FUN 平和島 アイドルアイランド Vol.3                          | 高松、百瀬、八城                                                                                             |
| 2015年7月18日(土) | 秋葉原 TwinBox         |      | 大人の大人のための大人によるイベント!                            | 高松、百瀬、八城、アイシス、潮田、辻村、森崎                                                                 |
| 2015年7月19日(日) | 東京 キネマ倶楽部      |      | GIRLS×GIRLS×GIRLS                                                | 高松、百瀬、和泉、若木                                                                                       |
| 2015年7月20日(月) | 新宿 ReNY              |      | FiveStars2015×JAPAN EXPO2015 in Los Angeles 予選会 グループA     | 八城、若木、国友、森崎、若原                                                                                 |
| 2015年7月22日(水) | 品川 J-SQUARE          |      | 品川SEIFUKUまつり                                                | 高松、百瀬、葉月、八城、アイシス、国友、辻村、若原                                                           |
| 2015年7月29日(水) | 秋葉原 ドラッグ&カフェ |      | ヤンチャン学園音楽部 定期LIVE                                    | 高松、百瀬、八城、若木、アイシス、潮田、辻村、森崎、若原                                                     |
| 2015年7月31日(金) | 品川 J-SQUARE          |      | 品川SEIFUKUまつり vol.3                                          | 和泉、八城、若木                                                                                             |
| 2015年8月3日(月)  | 渋谷 PLUG-IN           |      | PLUG-IN Shibuya Watch Monday 『アイドルの輪じゃ！』              | 高松、百瀬、若木、アイシス、潮田、国友、辻村、森崎                                                           |
| 2015年8月5日(水)  | 秋葉原 ドラッグ&カフェ |      | ヤンチャン学園音楽部 定期LIVE                                    | 百瀬、葉月、アイシス、国友、潮田、辻村、森崎                                                                 |
| 2015年8月7日(金)  | 品川 J-SQUARE          |      | ミュージック☆エクスプレス presents〜品川アイドル祭 vol.4〜       | 高松、和泉、葉月、国友、潮田、辻村、森崎、若原                                                               |
| 2015年8月9日(日)  | 新木場 STUDIO COAST    |      | アイドル甲子園 FESTIVAL 2015 supported by 生メール               | 高松、若木、国友、潮田、辻村、森崎、若原                                                                     |

##### ラジオ
- GIRLS♥GIRLS♥GIRLS =flying high=（2015年1月3日 - 2016年9月27日、FM-FUJI ） - ヤンチャン学園音楽部 ＊（土→火）夜にヤングチャンピオン[77]